# Tsing Yi
Tsing Yi är en ö i Hongkong (Kina). Den ligger i den nordvästra delen av Hongkong. Arean är 10,3 kvadratkilometer.
Terrängen på Tsing Yi är lite kuperad. Öns högsta punkt är 304 meter över havet. Den sträcker sig 4,3 kilometer i nord-sydlig riktning, och 3,6 kilometer i öst-västlig riktning.  Runt Tsing Yi är det i huvudsak tätbebyggt.